# یو ییفنگ
یو ییفنگ (انگلیسی: Yu Yifeng؛ زادهٔ ۶ ژوئن ۱۹۶۳)  شمشیرباز اهل چین بود. وی در بازی‌های المپیک تابستانی ۱۹۸۴ شرکت کرده‌است.